# الضوء اللامع
الضوء اللامع لأهل القرن التاسع هو كتاب في التاريخ ألفه شمس الدين السخاوي. وهو أوسع مصدر في تاريخ القرون الوسطى الإسلامية. فقد بلغ عدد التراجم فيه (11699) ترجمة. وترجم فيه للعلماء والقضاة، والرواة، والأدباء، والشعراء، والخلفاء، والملوك، والوزراء، من أهل مصر والشام والحجاز واليمن والروم والهند، شرقاً وغرباً، رجالاً ونساءً، ممن توفوا في هذا العصر، أو تأخروا إلى القرن العاشر : وسرد ـ في ترجمة كل واحد ـ محفوظاته وشيوخه ومصنفاته، وأحواله ومولده ووفاته، وقد خصص الجزء الحادى عشر منه للكنى، والثاني عشر للنساء. وقد تصدى معاصروه لانتقاده، والتشنيع عليه، منهم جلال الدين السيوطي، الذي ألف في انتقاده كتاباً سماه الكاوي في تاريخ السخاوي وهذا لا يخفض من شأنه فالكتاب نادر المثال في بابه، وفي صدر الطبعة الأولى للكتاب ترجمتان للمؤلف منقولتان عن الشوكاني وابن العماد الحنبلي وفي آخر كل جزء فهرس واحد للتراجم. وقد صدرت الطبعة الأولى عن مكتبة القدسي بالقاهرة لصاحبها حسام الدين القدسي سنة 1354 هـ.

## مما قيل في الضوء اللامع
ومما انتقده الشوكاني على الضوء اللامع وعلى الدرر الكامنة لشيخه ابن حجر ما قاله:
وقد أهمل الحافظ ابن حجر ذكر ملوك الروم في الدرر الكامنة في أهل المائة الثامنة فلم يذكر من كان فيها منهم وكذلك السخاوي أهمل بعضاً ممن كان منهم في المائة التاسعة وذكر بعضاً وهذا عجيب فإنهما يترجمان لجماعة من أهل سائر الديار هم معدودون من أحقر مماليك سلاطين الروم مع أنهما يترجمان لكثير من صغار الملوك والأمراء الكائنين بالأندلس واليمن والهند وسائر الديار وهكذا أهملا غالب علماء الروم ولم يذكرا إلا شيئاً يسيراً منهم مع أنهما يترجمان لمن هو أبعد منهم داراً وأحقر قدراً فالله أعلم بالسبب المقتضي لذلك وقد ذكرنا في هذا الكتاب كثيراً ممن أهملاه.

## وصلات خارجية
- "الضوء اللامع في أعيان القرن التاسع". موقع المكتبة الإسلامية. مؤرشف من الأصل في 2019-12-11. {{استشهاد ويب}}: روابط خارجية في |ناشر= (مساعدة)
- عبد الرحمن بن صالح السديس. "فائدة مهمة حول السخاوي ومنهجه في كتابه الضوء اللامع". مقالات متنوعة. موقع صيد الفوائد. مؤرشف من الأصل في 2019-05-17. {{استشهاد ويب}}: روابط خارجية في |ناشر= (مساعدة)